# Nocturnes, opus 48 de Chopin
Les Nocturnes, opus 48 de Chopin sont deux nocturnes pour piano seul composés par Frédéric Chopin. Treizième et quatorzième de ses vingt-et-un nocturnes, ils sont écrits et publiés en 1841 à Paris.
Le premier nocturne (op. 48/1) est un des chefs-d'œuvre les plus célèbres du compositeur,.

## Composition

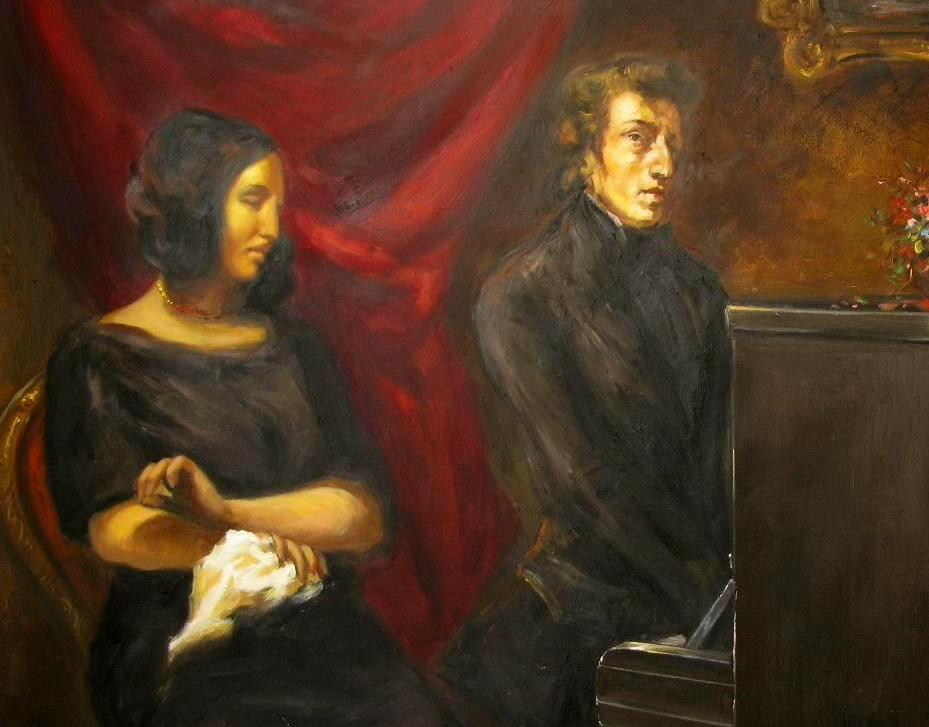
Frédéric Chopin au piano (et sa compagne George Sand) par Eugène Delacroix, en 1837.

Né en Pologne, pianiste prodige dès l'âge de sept ans, Frédéric Chopin (1810-1849) commence sa carrière de compositeur dès l'âge de douze ans. À vingt ans, il s'installe définitivement à Paris. Il y devient un des plus importants pianistes virtuoses et compositeurs de musique classique de la période romantique. 
Chopin compose ses deux nocturnes (musiques pour la nuit) avec son génie de mise en musique au piano de ses états d'âme. Il est alors âgé de 31 ans, partage sa vie et ses succès avec sa compagne George Sand (célèbre romancière avec qui il vit de 1838 à 1847) et souffre d'une tuberculose chronique qui l'emporte prématurément huit ans plus tard, au sommet de sa notoriété, à l'âge de 39 ans.
Achevées à l'automne 1841, les partitions sont publiées aux éditions Schlesinger, à Paris, au mois de novembre de la même année. Chopin les dédie à Laure Duperré (une de ses élèves parisiennes préférées, fille du ministre et amiral de France Guy-Victor Duperré).

## Analyse

### Nocturneop.48no1en do mineur
Le premier mouvement débute par une douce et longue mélancolie romantique rêveuse, puis se poursuit, s'intensifie crescendo, s'emporte, et s'enflamme, comme une passion amoureuse, avec le même thème repris et joué avec une puissance lyrique majestueuse, grandiose, magistrale et tragique, pour se terminer comme elle a commencé, par quelques notes de douce rêverie,.
Le Nocturne en do mineur est l'un des nocturnes les plus connus, et a été classé comme l'une des plus grandes réalisations émotionnelles de Chopin,. Theodor Kullak a dit de cette pièce que « la conception et le contenu poétique de ce nocturne en font le plus important que Chopin ait créé ; le sujet principal est l'expression magistrale d'une grande et puissante douleur ». Jan Kleczyński qualifie le nocturne de « large et des plus imposants avec son puissant mouvement intermédiaire, un changement complet du style nocturne ». Certains critiques musicaux, dont Charles Willeby et Frederick Niecks, ne pensent pas que la pièce mérite sa renommée et sa position. Bien que James Huneker soit d'accord avec cette évaluation, il note que le nocturne reste « le plus noble de tous les nocturnes ». James Friskin a trouvé que la musique avait « l'effet instrumental le plus imposant de tous les nocturnes », qualifiant le crescendo et les octaves de « presque lisztiens ».
Jim Samson note que le nocturne s'intensifie « non pas par l'ornementation, mais par un nouveau fond textural ». Kleczyński commente que la section centrale « est le récit d'un chagrin encore plus grand, raconté dans un recitando agité ; les harpes célestes viennent apporter un rayon d'espoir, qui est impuissant dans son effort pour calmer l'âme blessée, qui... envoie au ciel un cri de profonde angoisse ». La fin, selon Samson, est « de la nature d'une 'fin féminine' élaborée, articulant le battement final réactif d'un groupe amphibraque ».

### Nocturneop.48no2en fa dièse mineur
La douceur nostalgique du second mouvement exprime plus de sérénité. Le Nocturne en fa dièse mineur, opus 48, n° 2 est initialement marqué andantino et est en mesure 
. Elle passe au più lento à la mesure 57 et revient au tempo original à la mesure 101. La pièce compte 137 mesures au total.

Comparée aux thèmes extérieurs plus mélancoliques, la section centrale, più lento, est complètement différente. La pièce module de mineur à majeur ( ré♭ ), change de métrique pour 
 et diminue le tempo. Frederick Niecks a commenté que la section du milieu « est plus fine » et contient « des progressions d'accords simples et apaisantes ». Chopin a noté un jour que la section centrale était comme un récitatif et qu'elle devait être jouée comme si « un tyran commandait, et l'autre demandait la pitié ». La récapitulation est coupée par la coda, qui se termine par des trilles, un arpège ascendant et un accord final en F♯ majeur (une tierce picarde).

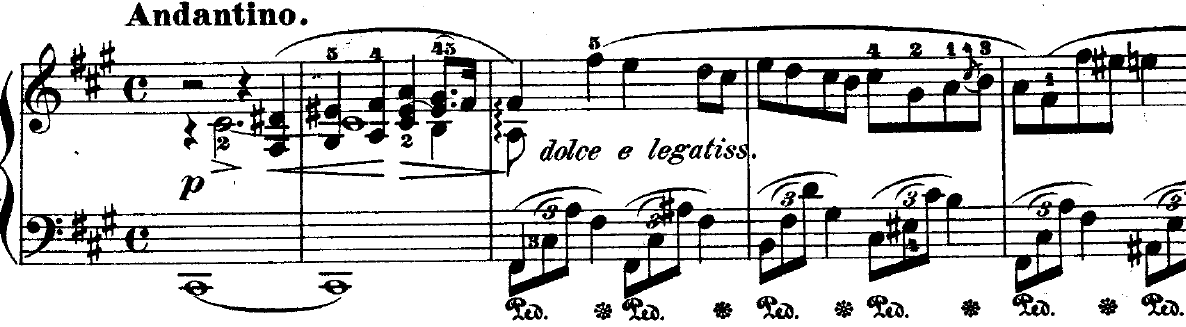